# Oleksiejivska-lijn

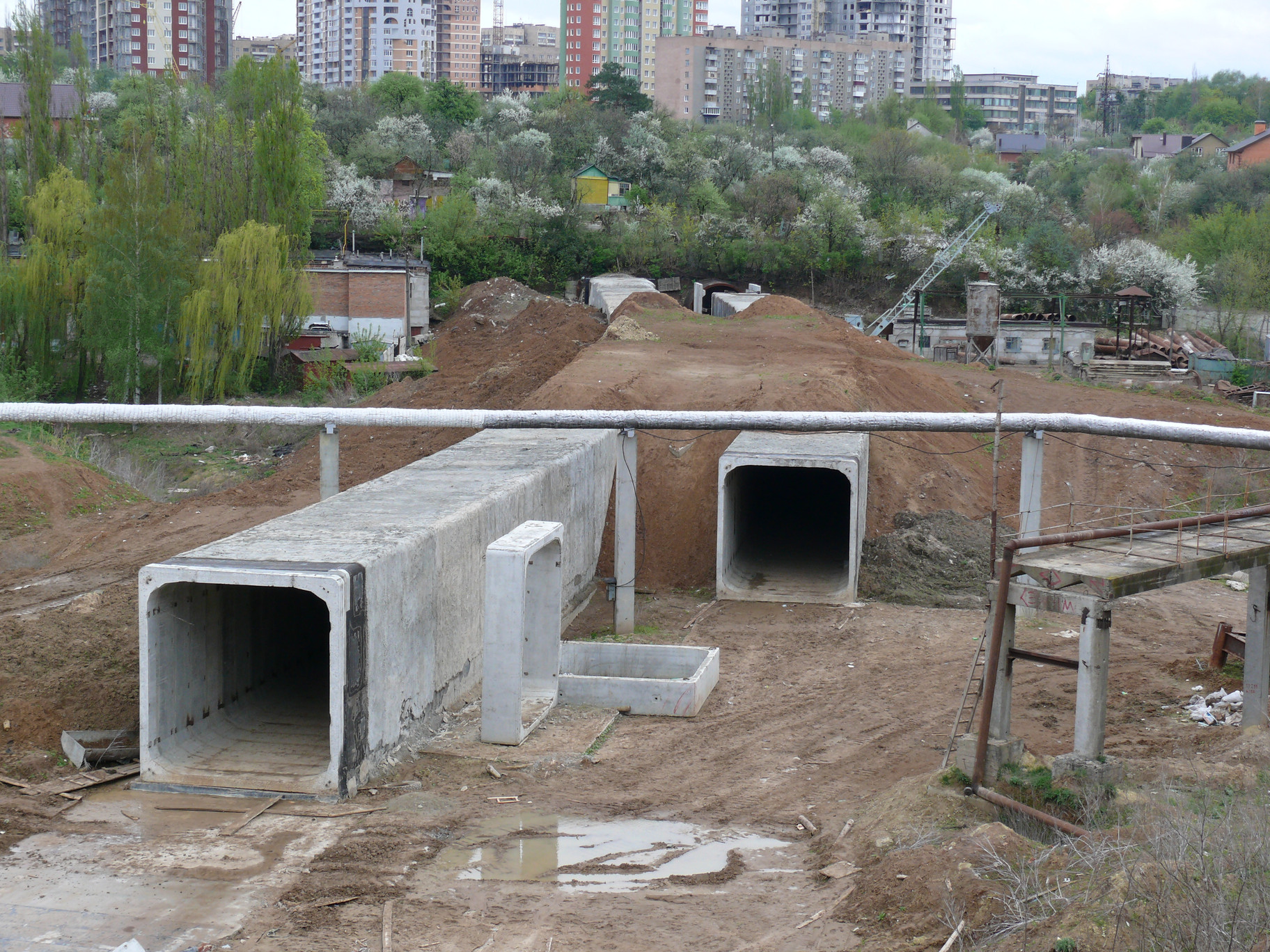
Aanleg van de Oleksiejivska-lijn

De Oleksiejivska-lijn (Oekraïens: Олексіївська лінія; Russisch: Алексеевская линия, Aleksejevskaja linieja) is de jongste lijn van de metro van Charkov. Het eerste deel van de derde metrolijn van de stad kwam in gebruik in 1995. De lijn loopt van het stadscentrum naar het noordwesten van Charkov, telt 8 stations en heeft een lengte van 10,3 kilometer; de reistijd van eindpunt naar eindpunt bedraagt ongeveer 15 minuten. Zijn naam dankt de lijn aan de noordwestelijke wijk Oleksiejivka, die hij sinds 21 december 2010 ook bereikt. De lijn ligt volledig ondergronds en wordt op kaarten meestal aangeduid met de kleur groen.

## Geschiedenis
De aanleg van de lijn was reeds in 1984 goedgekeurd, maar door het uiteenvallen van de Sovjet-Unie aan het begin van de jaren 1990 en de economische crisis die volgde liep de bouw grote vertraging op.
| Traject                     | Openingsdatum    | Lengte | Stations |
| --------------------------- | ---------------- | ------ | -------- |
| Naoekova - Metroboedivnykiv | 6 mei 1995       | 5,2 km | 5        |
| 23 Serpnja - Naoekova       | 2 augustus 2004  | 2,5 km | 2        |
| Oleksiejivska - 23 Serpnja  | 21 december 2010 | 2,4 km | 1        |
| Peremoha - Oleksiejivska    | 19 augustus 2016 | 1,1 km | 1        |

De oorspronkelijk Russischtalige stationsnamen werden na de val van de Sovjet-Unie door Oekraïense equivalenten vervangen.

## Stations
De stations van de Oleksiejivska-lijn zijn overwegend ondiep gelegen, alleen de stations Derzjprom en Architektora Beketova bevinden zich op grote diepte. Van de ondiepe stations hebben er vijf een perronhal met dragende zuilen en heeft er één een gewelfd dak; de twee diepgelegen stations bestaan beide uit drie ondergrondse hallen die door arcades met elkaar verbonden zijn. Op twee plaatsen bestaat een overstapmogelijkheid binnen het metronet.
| Station          | Verbonden met | Overstap op                  |
| ---------------- | ------------- | ---------------------------- |
| Derzjprom        | Oeniversytet  | Saltivska-lijn               |
| Metroboedivnykiv | Sportyvna     | Cholodnohirsko-Zavodska-lijn |

Binnen een overstapcomplex hebben de stations per lijn een andere naam.

## Materieel
Voor de dienst op de Oleksiejivska-lijn zijn er 12 vijfrijtuigtreinen beschikbaar. De lijn maakt gebruik van het depot Moskovske (№ 1), dat zich nabij station Moskovsky Prospekt op de Cholodnohirsko-Zavodska-lijn bevindt. Tussen de stations Prospekt Haharina en Metroboedivnykiv is een verbingsspoor aanwezig voor het overbrengen van treinen naar de Oleksiejivska-lijn.

## Toekomst
De Oleksiejivska-lijn is de enige metrolijn in Charkov waar in 2022 nog aan gebouwd wordt. In 2010 werd de lijn in het noordwesten doorgetrokken naar station Oleksiejivska, verdere uitbreiding tot Prospekt Peremohy volgde in 2016. In het zuiden is een verlenging met twee stations tot Odeska sinds eind 2015 in aanleg.